# 와일드 콜로니얼 보이
《와일드 콜로니얼 보이》(The Wild Colonial Boy)는 아일랜드와 호주의 고전 포크송이다.

## 잭 도나휴
한국에 홍길동, 임꺽정, 장길산의 3대 의적이 있듯이, 호주에는 아일랜드 출신의 잭 도나휴(Jack Donahue, 1804~1830)라는 의적이 있었다. 이 곡에서는 잭 더건(Jack Duggan)이라고 하는데, 본명은 잭 도나휴이다. 잭 도나휴는 아일랜드에서 태어나서 10대 때부터 독립 운동에 몸을 담았는데, 잉글랜드 당국에 의해 호주로 유배되었다. 호주로 유배되었다가 탈출하여 한국의 3대 의적들처럼 의적 활동을 하다가 총에 맞아 죽었다.

## 가사
가사는 퍼블릭 도메인이다. 아일랜드 버전과 호주 버전이 있는데, 여기 소개된 것은 아일랜드 버전이다.
There was a wild colonial boy,
Jack Duggan was his name
He was born and raised in Ireland,
in a place called Castlemaine
He was his father's only son,
his mother's pride and joy
And dearly did his parents love
the wild colonial boy
At the early age of sixteen years,
he left his native home
And to Australia's sunny shore,
he was inclined to roam
He robbed the rich, he helped the poor,
he shot James MacEvoy
A terror to Australia was
the wild colonial boy
One morning on the prairie,
as Jack he rode along
A-listening to the mocking bird,
a-singing a cheerful song
Up stepped a band of troopers:
Kelly, Davis and Fitzroy
They all set out to capture him,
the wild colonial boy
Surrender now, Jack Duggan,
for you see we're three to one
Surrender in the Queen's high name,
you are a plundering son
Jack drew two pistols from his belt,
he proudly waved them high
I'll fight, but not surrender,
said the wild colonial boy
He fired a shot at Kelly,
which brought him to the ground
And turning round to Davis,
he received a fatal wound
A bullet pierced his proud young heart,
from the pistol of Fitzroy
And that was how they captured him,
the wild colonial boy

## 내용 분석
당시 잉글랜드는 호주를 식민지로 거느리고 있었고, 아일랜드와 잉글랜드의 관계는 명목상으로는 스코틀랜드처럼 연합 왕국의 일원이었지만 실질적으로는 아일랜드가 잉글랜드에 종속되어 있었다. 아일랜드는 700년간 잉글랜드의 지배를 받아 왔었고, 아일랜드인들의 반영 감정은 한국인들의 반일 감정과도 같은 것이었다. 잭 도나휴는 이러한 시대적 배경에서 태어나 자랐고, 일제 강점기 한국 청년들처럼 시대 현실에 눈을 뜨자 아일랜드 독립 운동에 뛰어들었다. 당시 호주는 잉글랜드의 중범죄자들을 유배 보내던 유배지였는데, 잭 도나휴는 호주로 유배되었다. 조선 시대의 3대 의적들은 봉건 사회의 전근대적인 수탈에 맞서 의적 활동이라는 극단적인 방법을 택했는데, 잭 도나휴 또한 마찬가지였다. 또한 가사를 보면 잭 도나휴가 제임스 매커보이 같은 사람들을 암살했다는 이야기도 나오는데, 이것은 안중근 의사의 이토 히로부미 저격이나 한인 애국단의 이봉창, 윤봉길 의사의 활동과도 유사하다.